# Мишин, Валентин Васильевич
Валентин Васильевич Мишин (31 августа 1922 — 24 марта 2014, Москва, Россия) — советский и российский тренер по конному спорту, заслуженный тренер СССР (1980). Мастер спорта СССР. Судья всесоюзной категории (1956).

## Биография
Конным спортом начал заниматься в 1930-х гг. в кавалерийской школе имени С. М. Буденного при ОСОАВИАХИМе. В начале Великой Отечественной войны окончил военное авиационно-техническое училище, воевал в авиационных частях. Вместе с курсантами Военной академии он был на Параде Победы 24 июня 1945 года. Впоследствии окончил Военную академию, прослужил в кадровых подразделениях Военно-космических сил Вооруженных Сил более тридцати лет; получил воинское звание полковника.
Одновременно продолжал заниматься конным спортом. Становился чемпионом СССР по троеборью, многократным победителем и призёром всероссийских соревнований.
По окончании спортивной карьеры перешел на тренерскую работу, долгое время успешно руководил сборной командой Москвы.
В 1978—1984 гг. — тренер сборной СССР по конному спорту и в течение десяти лет — государственный тренер сборной команды СССР. Подготовил 11 чемпионов Олимпийских игр, среди них: Юрий Ковшов, Александр Блинов, Валерий Волков и другие известные спортсмены. Под его руководством сборная Советского Союза по конному спорту стала победителем XXII Олимпийских Игр в Москве.
Принимал деятельное участие в становлении и развитии Федерации конного спорта России, возглавлял Совет ветеранов конного спорта.
Похоронен на 
.

## Награды и звания
Награждён двумя орденами Красной Звезды, двумя орденами Отечественной войны II степени, орденом «За службу Родине в Вооруженных Силах» III степени, многими медалями.